# هومي واديا
هومي واديا (22 مايو 1911 - 10 ديسمبر 2004) كان مخرج ومنتج أفلام هندي، تزوج بالممثلة فيرلس نادية عام 1961 حتى يوم وفاتها.
كان أحد مؤسسي شركة إنتاج واديا موفيتون التي تأسست عام 1933، وبعد إغلاق واديا تون، أسس شركة باسانت بيكتشرز عام 1942. وعلى مدار مسيرة مهنية امتدت لخمسة عقود، أخرج أكثر من 40 فيلمًا، منها Hunterwali (1935)، وMiss Frontier Mail (1936)، وDiamond Queen (1940)، وShri Ram Bhakta Hanuman (1948)، وفيلم الخيال Hatim Tai (1956). كما كان عضوًا مؤسسًا في نقابة منتجي الأفلام والتلفزيون في الهند، التي تأسست عام 1954. وكان هومي الأخ الأصغر لجيه بي إتش واديا، الذي كان مخرجًا سينمائيًا أيضًا.

## روابط خارجية
- هومي واديا على موقع IMDb (الإنجليزية)
- هومي واديا على موقع ألو سيني (الفرنسية)
- هومي واديا على موقع أول موفي (الإنجليزية)
- هومي واديا على موقع كينوبويسك (الروسية)